# Mazzeo (famiglia)
La famiglia Mazzeo é un'antica famiglia di origine normanna risalente attorno al XII secolo, distinta originariamente in due ceppi principali dislocati a Nola e Messina. Fregiati del Giglio angioino furono patrizi del Sedile di Porto di Napoli almeno fino a Francesco Mazzeo la cui figlia Angiola sposò Francesco Mastrilli (1431). Fregiati del titolo di baroni di San Teodoro (tra il 1704 ed il 1705), vennero investiti marchesi di San Teodoro (o Santo Todaro) il 1º marzo 1731, a seguito di atto di donazione da parte di Francesco Campolo al nipote Francesco, celebrato in data 4 settembre 1729 da notar Diego Bansoti di Messina. Oltre al suddetto marchesato, la famiglia ha goduto dei feudi di Castelluzzo e di Santa Maria Ingrisone.
Dall'originale solo "MAZZEO", per matrimoni tra famiglie, nacquero i casati: Mazzeo-Avignone  e Mazzeo-Giannone.

## Storia
Compresa nel novero delle famiglie normanne stabilitesi in Italia al seguito degli Altavilla tra l'XI ed il XII secolo, di probabile origine come Maze longobarda del Vallum Lauri nel Principato di Salerno, le prime testimonianze documentali di questa casata risalgono tuttavia solo alla seconda metà del secolo XIII.
Secondo alcuni genealogisti l'origine del cognome deriverebbe dal latino "Matthaeus".
Le fonti storiche reperibili interessano quasi esclusivamente il ramo messinese del casato, ed attestano: un Raimondo Mazzeo Griffo Cavaliere, presente nel 1260 a Foggia al seguito del re Manfredi (Memoria delle Famiglie Nobili delle Province Meridionali d'Italia); Giovanfelice e Vincenzo quali, rispettivamente, ambasciatore del re Ferrante d'Aragona e ambasciatore del re Ferdinando II d'Aragona, nonché regio commissario per le esazioni degli ebrei nelle province del Principato Citra e Basilicata (tra il 1481 ed il 1484); Francesco, "Maestro razionale del Regio patrimonio"; Gerolamo creditore verso la città di Messina "per somme spese del suo proprio a beneficio della città" nel 1591; Lionello quale senator bonus ac elegantia Vivendi Ornatus; messer Paolo, ascritto alla "Mastra de' nobili della città di Messina" nel 1597; Girolamo, che tenne la carica di senatore in Messina nel 1606-7; Lazzaro, Cavaliere di S. Stefano nel 1644; Giovanni, senatore in Messina nel 1691-92 e proconservatore in Massa di San Giorgio nel 1695; Francesco che fu console del Mare nel 1704 e 1705; Giovanni, dottore in "utroque jure", vivente in Messina, nel 1732; Giulio, messinese, dottore in Sacra Teologia, vivente nel 1785. 
A seguito dei disordini sociali e delle carestie, intercorsi tra il 1646 ed il 1656, il ramo messinese installò in via cautelare una residenza nei pressi di Taormina (dove la famiglia dà ancora il nome alla frazione omonima), ed in seguito, a causa dell'azione fraudolenta, ma persuasiva, del generale Luis Dell'Hojo, che contrappose i Merli (ceto nobiliare) ai Malvizzi (ceto borghese-popolare), dopo l'ingresso in campo dei francesi, e a seguito della caduta di Taormina nel 1676 e dei successivi disordini che si trascinarono fino al 1679 a Messina, parte del casato si trasferì in Basilicata, in una tenuta di famiglia prossima al Principato del Citeriore, nell'attuale val d'Agri, di cui mantengono la proprietà tutt'oggi.
Con l'unità d'Italia e l'avvento di Garibaldi e del Regno sabaudo, il casato, pur riuscendo a mantenere il possesso di parte degli appezzamenti in territorio lucano nonostante il brigantaggio, perse di fatto il suo prestigio nobiliare, condividendo lo stesso destino di altre famiglie del centro-sud. La famiglia è iscritta nell'Elenco ufficiale nobiliare italiano stampato nel 1922 e nell'Annuario della Nobiltà italiana del 2010.

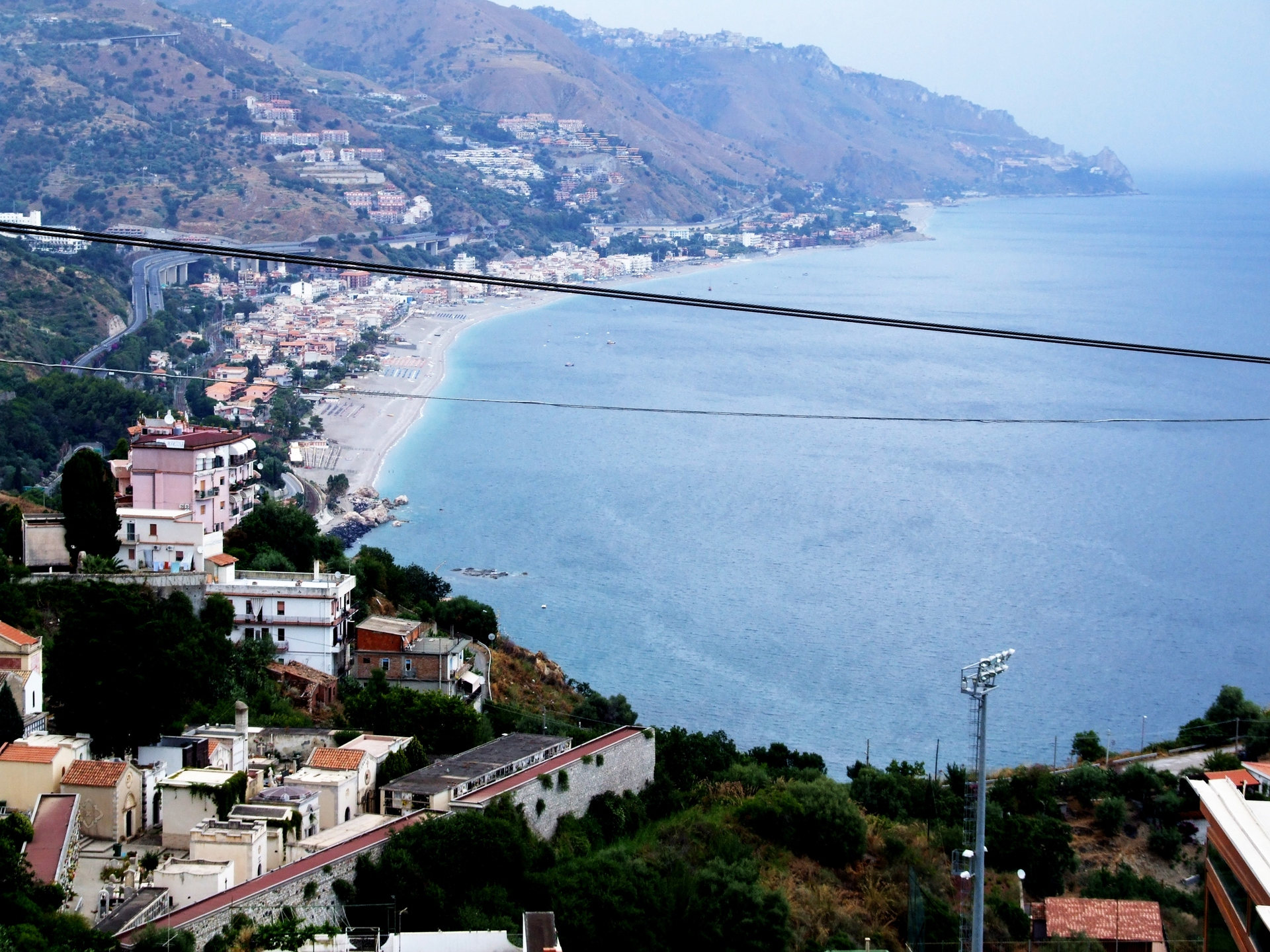
Lido Mazzeo nella omonima frazione di Taormina.

Blasone: «su campo bianco una clava o maczeo probabile blasone antico a cui si accostano da destra un albero ed un leone rampante, con banda rossa sul terzo inferiore in cui campeggiano tre fasce mentre sul terzo superiore campeggiano tre stelle, tutto sormontato da un elmo frontale con la piuma del cimiero declinante sulla sua destra, poi accresciúuto: d'azzurro, al guerriero armato al naturale, le mani e la faccia di carnagione, impugnante nella destra una mazza di nero, in atto di percuotere un leone coronato d'oro, affrontati all'albero di verde, fustato d'oro, sormontato nel capo da una stella del medesimo, nodrito sovra un terrazzo al naturale».

## Arma
D'azzurro al guerriero al naturale impugnante una mazza di nero in atto di percuotere un leone coronato d'oro all'albero di verde al fusto d'oro al terrazzo al naturale.
Motto: Honor Virtutis Praemium.